# Supersport
För TV-kanalen, se Supersport (TV-kanal).
Supersport är en klass inom roadracing. Internationella motorcykelförbundet tilldelade klassen status som världsmästerskap 1997. Supersport körs normalt i samma evenemang som Superbike och Supersport 300. Klassen är baserad på standardmotorcyklar med högst 600 cm3 (fyrcylindriga), 675 cm3 (trecylindriga) eller 750 cm3 (tvåcylindriga) fyrtaktsmotorer. Viss trimning och chassimodifiering är tillåten dock mindre än i Superbike. Omönstrade racingdäck (s.k. slicks) är till skillnad mot i Superbike ej tillåtna.
Framgångsrikaste förare är Kenan Sofuoğlu från Turkiet. Han har blivit världsmästare fem gånger.

## Världsmästare
- 2008:  Andrew Pitt, Ten Kate Honda CBR600RR
- 2007:  Kenan Sofuoglu, Ten Kate Honda CBR600RR
- 2006:  Sébastien Charpentier, Ten Kate Honda CBR600RR
- 2005:  Sébastien Charpentier, Ten Kate Honda CBR600RR
- 2004:  Karl Muggeridge, Ten Kate Honda CBR600RR
- 2003:  Chris Vermeulen, Ten Kate Honda CBR600RR
- 2002:  Fabien Foret
- 2001:  Andrew Pitt
- 2000:  Jörg Teuchert
- 1999:  Stéphane Chambon
- 1998:  Fabrizio Pirovano
- 1997:  Paolo Casoli